# 杞木寨乡
杞木寨乡是云南省德宏傣族景颇族自治州梁河县曾经下辖的一个乡，驻地在杞木寨村公所杞木寨:1092。杞木寨乡已于2005年撤销。

## 历史
1972年7月，大厂公社部分大队分出成立杞木寨公社。1984年4月梁河县废人民公社体制，开始设区建乡体制改革，成立杞木寨区:78。1988年，梁河县施行区乡体制改革，杞木寨区改为杞木寨乡。:10922005年10月，杞木寨乡撤销，杞木寨、平坝、弯中三个村公所并入芒东镇，水箐村并入遮岛镇。:2591

## 地理
杞木寨乡位于梁河县县城以南，北接遮岛镇，东靠大厂乡，南依芒东镇，西部是九保阿昌族乡，全乡面积57.7平方千米:1092。杞木寨乡的坝区属亚热带气候，平均温度13.3℃~16.4℃，年降雨量1,648㎜~1715㎜:84。

## 行政区划
杞木寨乡下辖以下地区：
杞木寨村、平坝村、弯中村和水箐村。:527-528其中杞木寨村是梁河县最大的4个村之一:84。